# 1713 en littérature
| Années de la littérature : 1710 - 1711 - 1712 - 1713 - 1714 - 1715 - 1716    |
| Décennies de la littérature : 1680 - 1690 - 1700 - 1710 - 1720 - 1730 - 1740 |

Cet article présente les faits marquants de l'année 1713 en littérature.

## Événements
- 6 juillet : première réunion de l’Académie royale espagnole (Real Academia Española)[1].
- 5 septembre : Jean-Antoine Gautier présente au Conseil de Genève son Histoire de Genève en 15 volumes, basée sur les archives publiques. Destinée au seul gouvernement, cette somme est enfermée dans les Archives et ne paraît qu'en 1896-1911[2].

## Parutions
- Vers janvier : publication des trois premiers livres du premier roman de Marivaux, Les Effets surprenants de la sympathie : ou Les Aventures de…, Paris, Pierre Prault, 1713 (présentation en ligne) ; les livres IV et V paraissent en 1714[3].

- Nicolas Boileau-Despréaux, Œuvres, Paris, Esprit Billiot, 1713 (présentation en ligne), en deux volumes. Elle contient le Dialogue sur les héros de roman composé en 1664-1665 et publié pour la première fois en 1668 dans le tome II d'un recueil intitulé le Recueil des pièces choisies ou Bigarrures curieuses.
- Antoine de Hamilton, Mémoires de la vie du comte de Grammont, Cologne, Pierre Marteau, 1713 (présentation en ligne)

- Robert Challe, Les Illustres Françaises, La Haye, Abraham de Hondt, 1713 (présentation en ligne), roman.

- Alexander Pope, Windsor-Forest (en), London, Bernard Lintott, 1713 (présentation en ligne), poème sur « La Forêt de Windsor ».

## Naissances
- 5 octobre : Denis Diderot, écrivain, philosophe et encyclopédiste français († 31 juillet 1784).